# Valerij Todorovskij
Valerij Petrovič Todorovskij (in russo Вале́рий Петро́вич Тодоро́вский?; Odessa, 8 maggio 1962) è un attore, regista, sceneggiatore e produttore cinematografico russo.

## Filmografia parziale

### Regista
- Ljubov' (1991)
- Podmoskovnye večera (1994)
- Ljubovnik (2002)
- Moj svodnyj brat Frankenštejn (2004)
- Tiski (2007)
- Stiljagi (2008)
- Bol'šoj (2017)
- Gipnoz (2020)